# 荔湖隧道
荔湖隧道是新白广城际铁路的隧道，位于中华人民共和国广东省广州市。
隧道位于镇龙站至永宁北站区间，进洞口位于黄埔区新龙镇麦村，出洞口位于增城区永宁街道叶岭村，全长577米，最大埋深131.1米。
隧道于2017年11月开始进洞施工，2019年1月13日全线贯通。